# Новая (городской округ Клин)
Новая — деревня в Клинском районе Московской области, в составе Воронинского сельского поселения. Население — 7 чел. (2010). До 2006 года Новая входила в состав Воронинского сельского округа
Деревня расположена в северной части района, примерно в 19 км к северо-востоку от райцентра Клин, у истоков безымянного ручья бассейна реки Сестры, высота центра над уровнем моря 192 м. Ближайшие населённые пункты — примыкающая на юго-западе Слободка и Анненка в 1,5 км на восток.

## Население
| 2002 | 2006 | 2010 |
| ---- | ---- | ---- |
| 12   | ↘11  | ↘7   |